# Онишків Зиновій Михайлович
Зино́вій Миха́йлович Они́шків (нар. 30 березня 1954 року, Новосілка) — педагог, доктор педагогічних наук (2016).

## Біографічні дані
Народився 30 березня 1954 року в Новосілці.
У 1979 році закінчив Тернопільський педагогічний інститут. Працював учителем. 
З 1982 по 1987 — працював у Тернопільському обласному інституті удосконалення вчителів. З 1990 — у Тернопільскому педагогічному університеті: з 1996 по 2005 — завідувач кафедри педагогіки і методики початкового навчання, з 2009 — доцент кафедри педагогічної майстерності та освітніх технологій, з 2013 — кафедри педагогіки і методики початкової та дошкільної освіти.
З 2022 року — професор.

## Наукова робота
Проводить наукові дослідження особливостей організації освітнього процесу в сільських початкових шкіл та проблем підготовки майбутніх учителів початкових класів до роботи в них.
Автор понад 130 наукових публікацій з проблем початкової освіти.

### Основні праці
За ЕСУ:
- Основи школознавства: навч. посіб. — Т., 2003;
- Організація навчально-виховного процесу в сільській початковій школі: навч. посіб. — Т., 2012;
- Підготовка студентів до роботи в початковій школі сільської місцевості. — Т., 2015;
- Основи управління закладом загальної середньої освіти: навч. посіб. — Т., 2018;
- Підготовка майбутніх бакалаврів початкової освіти до роботи в початковій школі сільської місцевості // Підготовка майбут. фахівців початк. та дошкіл. освіти: стратегії реформування. — Т., 2019;
- Підготовка магістрів початкової освіти до роботи в початковій школі сільської місцевості // Витоки пед. майстерності. — П., 2020. — Вип. 25[1].

## Нагороди
- Грамота управління освіти і науки Тернопільської міської ради (2006);
- Грамота Тернопільської обласної ради профспілки працівників освіти і науки України (2011);
- Грамоти управління освіти і науки Тернопільської обласної державної адміністрації (2006, 2011);
- Грамота ТНПУ імені Володимира Гнатюка (2019)[2].